# Семирічна школа
Семирі́чна шко́ла (побутова назва — семирічка), неповна середня загально-освітня школа в УРСР і СРСР для дітей у віці 7-13 років.
За системою єдиної трудової школи в УСРР (1923) семирічними називали ті загально-освітні школи, в яких діти навчалися у двох концентрах: першому (1-4 класи) і другому (5-7 класи).
У 1925—1928 частину семирічних шкіл перетворено у містах на фабричнозаводські (ФЗС), на селі — на школи сільської молоді (ШСМ), пізніше на школи колгоспної молоді (ШКМ).
1934 встановлено неповну середню загальну школу з 1-7 класами, і вона дістала назву семирічної школи (інші роди шкіл: початкова з 1-4 класами і середня (десятирічна) з 1-10 класами).
Кількість семирічних шкіл і учнів у них були у різні роки такі:
| Роки      | Шкіл   | Учнів (у тис.) |
| --------- | ------ | -------------- |
| 1927-1928 | 2 420  | 762            |
| 1932-1933 | 8 086  | 2 937          |
| 1940-1941 | 10 957 | 2 846          |
| 1950-1951 | 12 951 | 3 715          |
| 1957-1958 | 10 874 | 1733           |

Кількість семирічних шкіл і учнів у них зростала до початку 1950-х років (одночасно зменшувалася кількість початкових шкіл), пізніше вона почала зменшуватися завдяки розвиткові середні (повних) загально-освітніх шкіл. Випускники семирічної школи могли продовжувати освіту у вищих класах середньої школи або у середніх спеціальних і професійно-технічних школах.
Відповідно до «Закону про зміцнення зв'язку школи з життям і про дальший розвиток системи народної освіти в СРСР» (1958) семирічну школу замінила восьмирічна.